# Tergu
Tergu (Tergu in sardo; Zelgu in sassarese, nome coufficiale) è un comune italiano di 606 abitanti della città metropolitana di Sassari in Sardegna, nella regione storica dell'Anglona.

## Storia

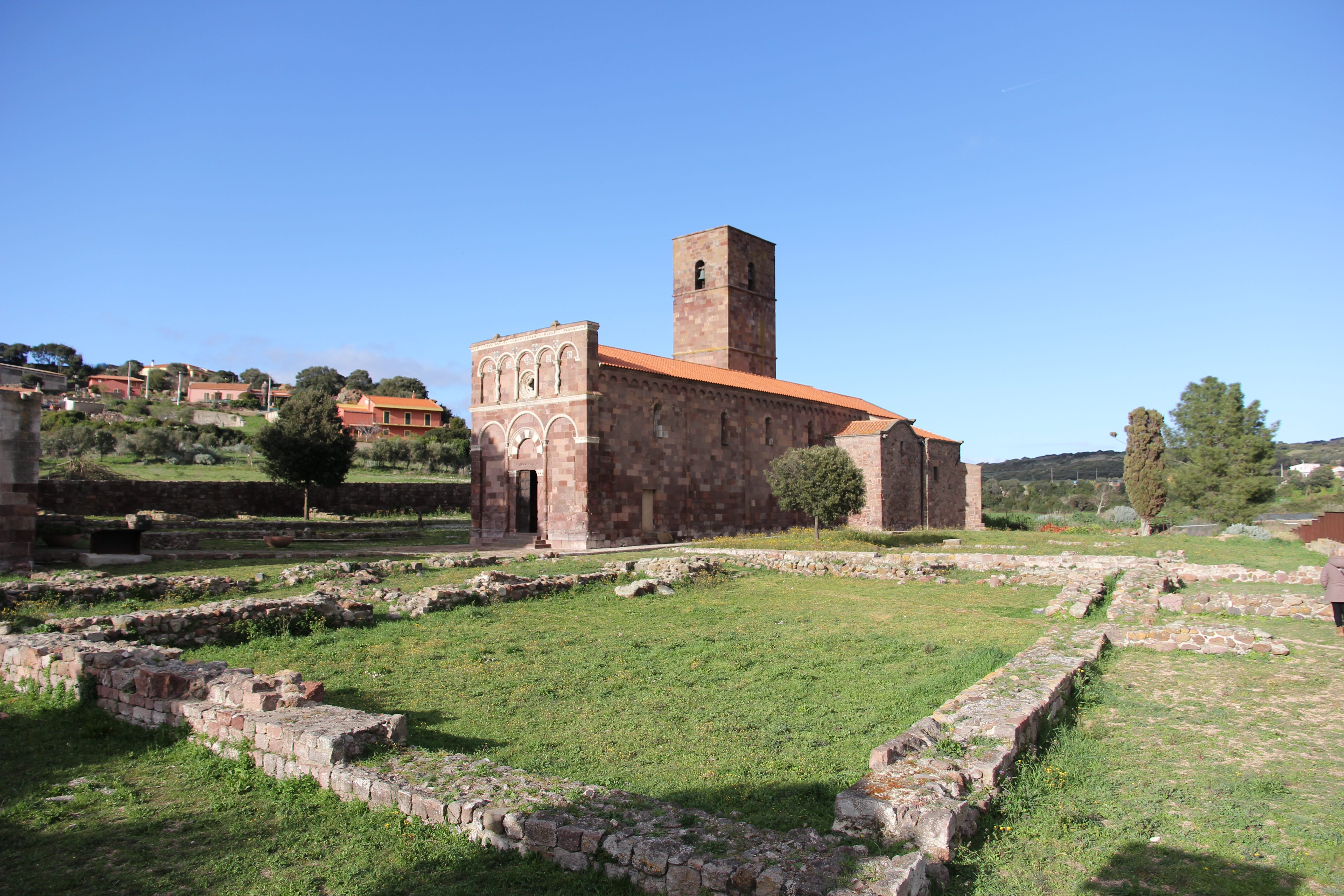
Nostra Signora di Tergu

La zona è frequentata dall'uomo sin dal periodo nuragico.
Nel medioevo il territorio fece parte del giudicato di Torres, nella curatoria di Montes. Al tardo XI secolo dovrebbe risalire la costruzione della chiesa di Nostra Signora, voluta dal giudice Mariano I di Torres.
Il comune di Tergu, il cui territorio era inizialmente diviso tra Castelsardo, Osilo e Nulvi, divenne indipendente il 10 febbraio 1980, in seguito a una consultazione popolare.

### Simboli
Lo stemma e il gonfalone del comune di Tergu sono stati approvati con delibera della Giunta comunale n. 139 del 19 maggio 1992 e concessi con decreto del presidente della Repubblica del 29 luglio 1993. Lo stemma si blasona:
Il gonfalone è un drappo partito di verde e di rosso.

## Società

### Evoluzione demografica
Abitanti censiti

## Amministrazione
| Periodo         | Periodo         | Primo cittadino    | Partito                                       | Carica  | Note   |
| --------------- | --------------- | ------------------ | --------------------------------------------- | ------- | ------ |
| 23 aprile 1995  | 16 aprile 2000  | Rina Ruzza         | liste civiche di centro-destra                | Sindaco | [ 6 ]  |
| 16 aprile 2000  | 8 maggio 2005   | Francesco Mulargia | lista civica                                  | Sindaco | [ 7 ]  |
| 8 maggio 2005   | 30 maggio 2010  | Gian Franco Satta  | lista civica "Alleanza"                       | Sindaco | [ 8 ]  |
| 30 maggio 2010  | 31 maggio 2015  | Gian Franco Satta  | lista civica "Alleanza Democratica per Tergu" | Sindaco | [ 9 ]  |
| 31 maggio 2015  | 26 ottobre 2020 | Gian Franco Satta  | lista civica "Alleanza Democratica per Tergu" | Sindaco | [ 10 ] |
| 26 ottobre 2020 | in carica       | Luca Ruzzu         | lista civica "Alleanza democratica per Tergu" | Sindaco | [ 11 ] |

## Sport

### Calcio
La principale squadra di calcio della città è stata l'F.C. Tergu Plubium che, dopo essersi fusa con la società del Ploaghe, ha militato nel campionato di Eccellenza. Nel 2017, il titolo dell'F.C. Tergu Plubium verrà acquisito e il nome della squadra cambierà in A.S.D. Torres, con sede a Sassari.